# Sore (botanique)

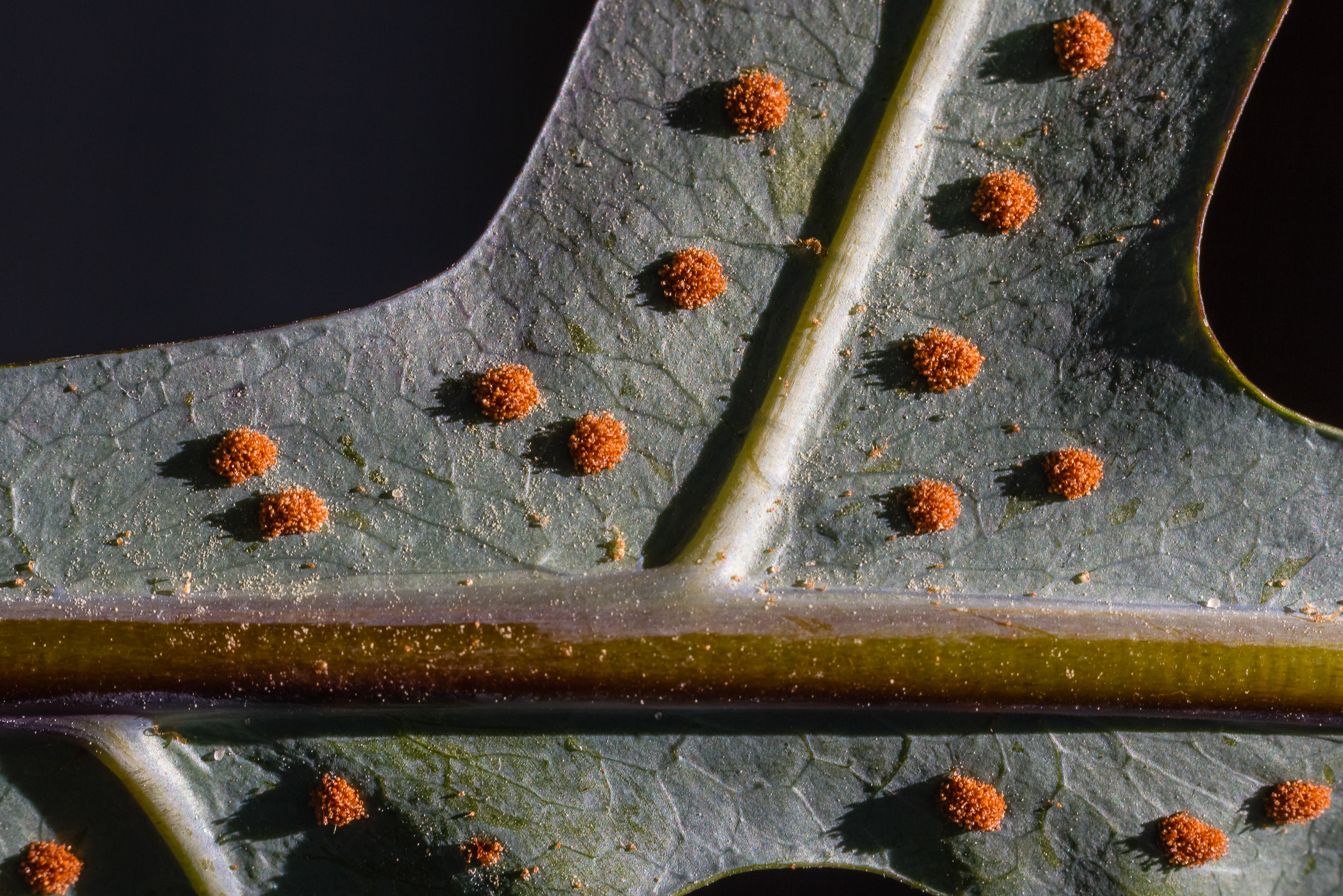
Sores au revers d'une fronde de fougère (ici Polypodium billardieri).

Les sores (nom masculin) sont les « fructifications » des fougères et champignons. Ce sont des amas de sporanges ou de sporocystes, structures produisant des spores.
Les sores sont également les structures de reproduction des algues, notamment chez les Phaeophyceae comme le genre Dictyota, seulement ce sont ici les gamétophytes qui produisent ces sores (anthéridiale ou oogoniale) qui contiendront les gamètes mâles ou femelles

## Description
Les sores matures sont de couleur variée selon les espèces, généralement jaunes, orangés ou brun rougeâtre.
Ces structures sont souvent de forme sphérique mais peuvent présenter des formes allongées (ex. la scolopendre, Asplenium scolopendrium var. scolopendrium) ou réniforme (ex. la fougère mâle, Dryopteris filix-mas). La position et la forme des sores sont des caractères utiles à l'identification des espèces.
Les sores sont souvent protégés par une membrane plus ou moins épaisse, l'indusie, dont la présence et la forme sert également à la détermination des fougères.

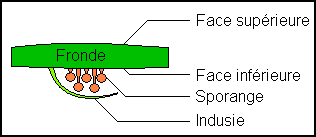
Schéma d'un sore de fougère.
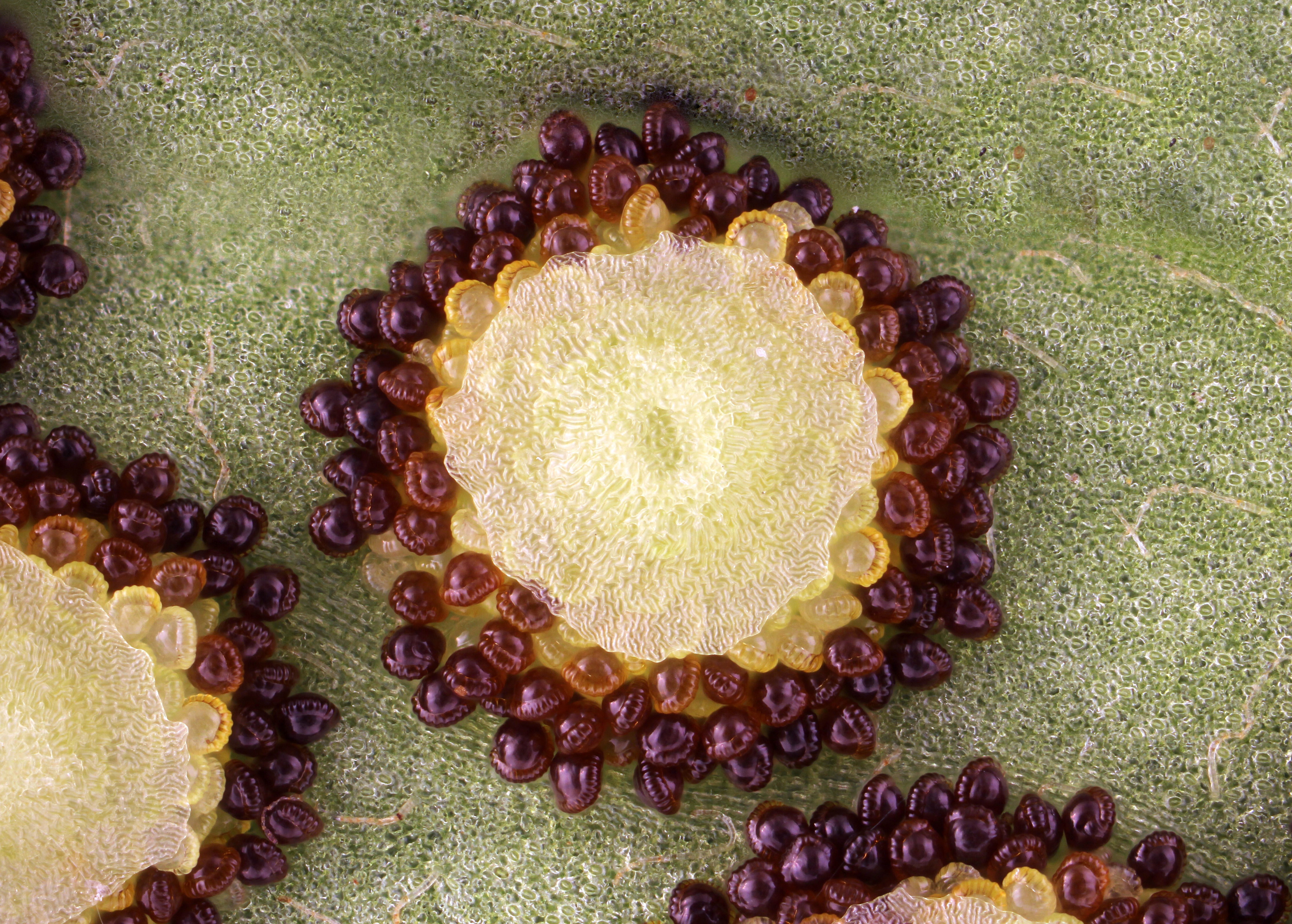
Sore de la fougère Cyrtomium falcatum
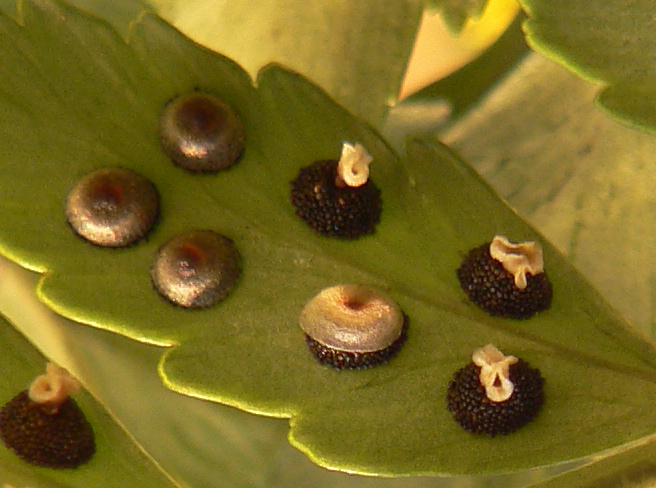
Sores à indusie peltée, à différents stades de maturité chez Rumohra adiantiformis.
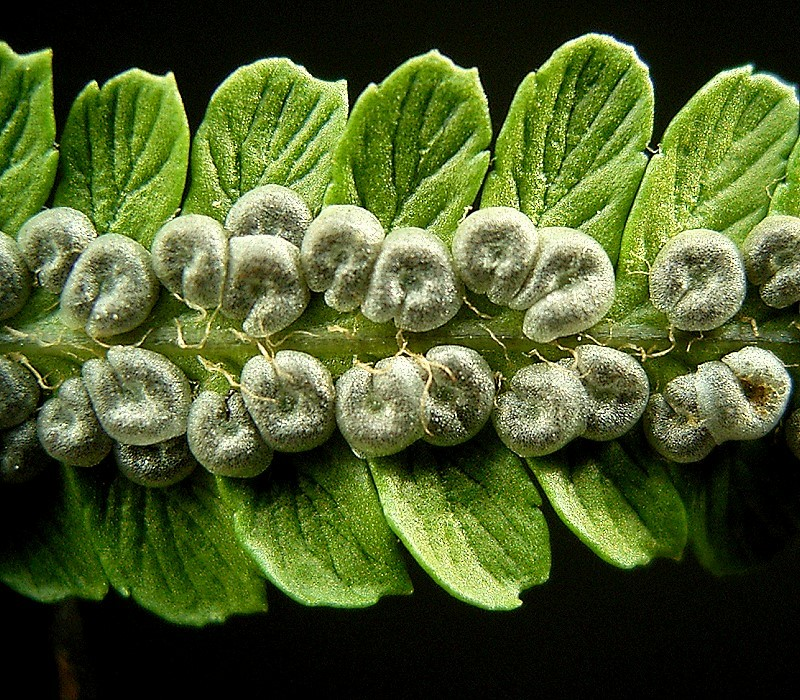
Sores réniformes presque matures de la fougère mâle chez Dryopteris filix-mas.
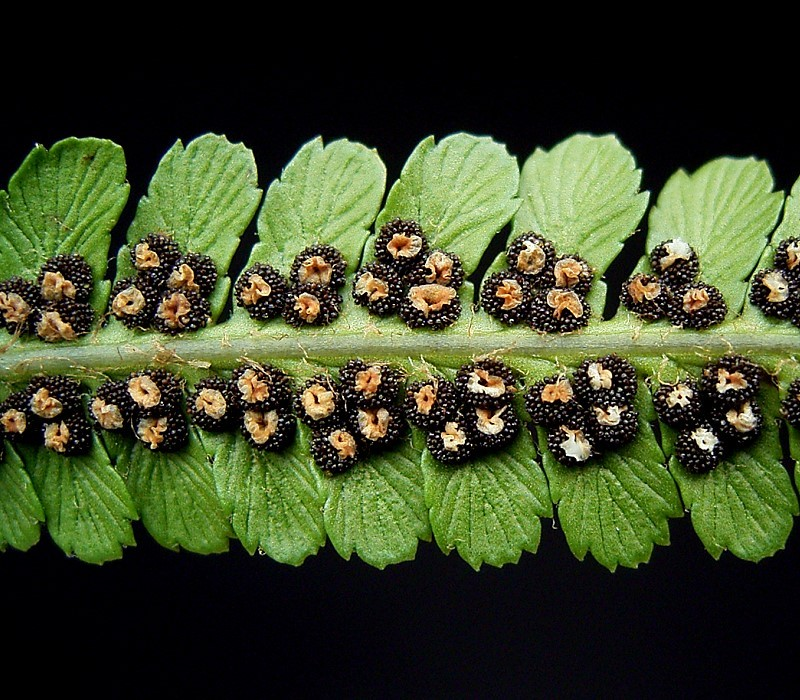
Indusie découvrant les sporanges chez Dryopteris filix-mas.
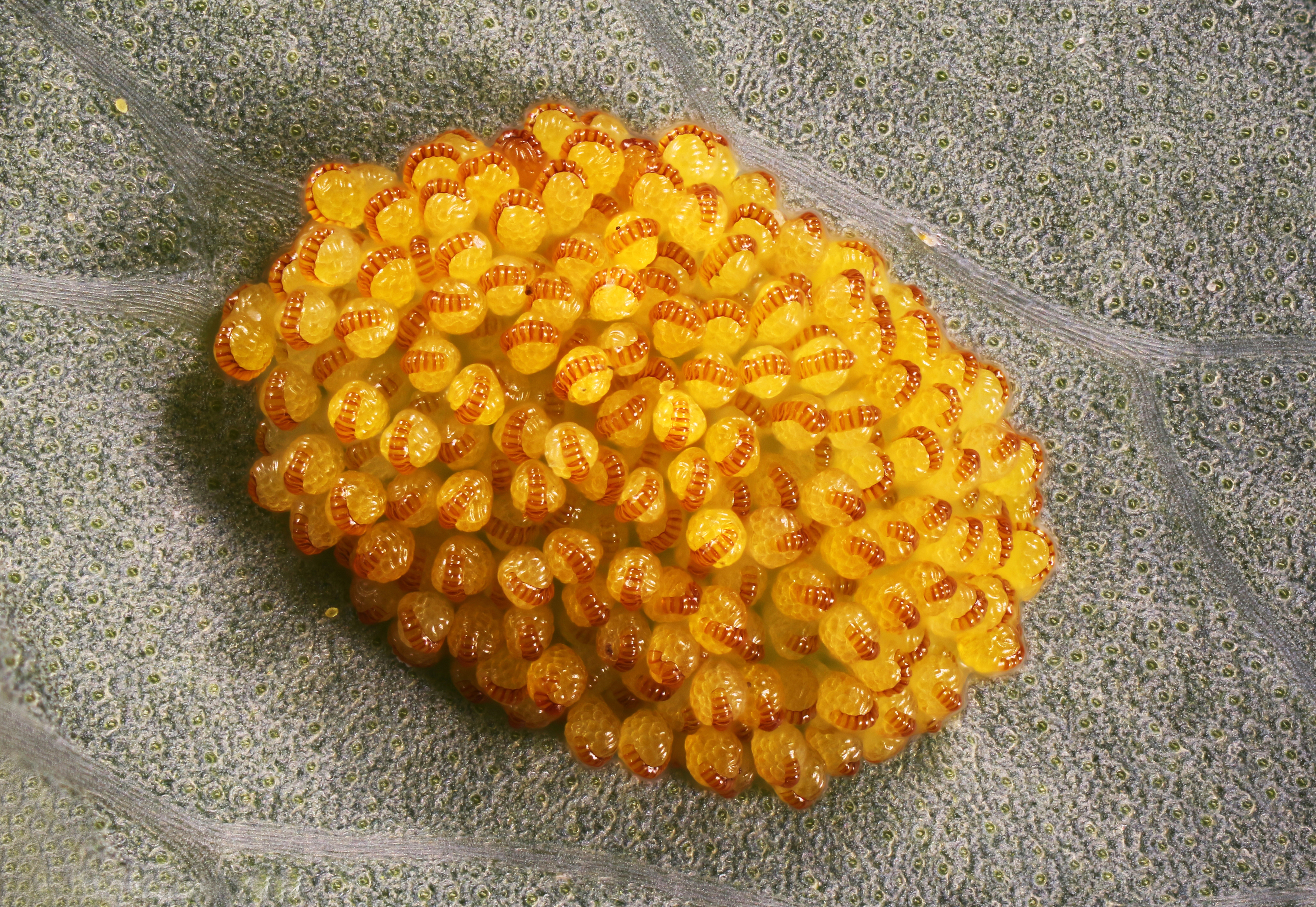
Sore de Polypodium aureum, grossi 50 fois, amas de sporanges.
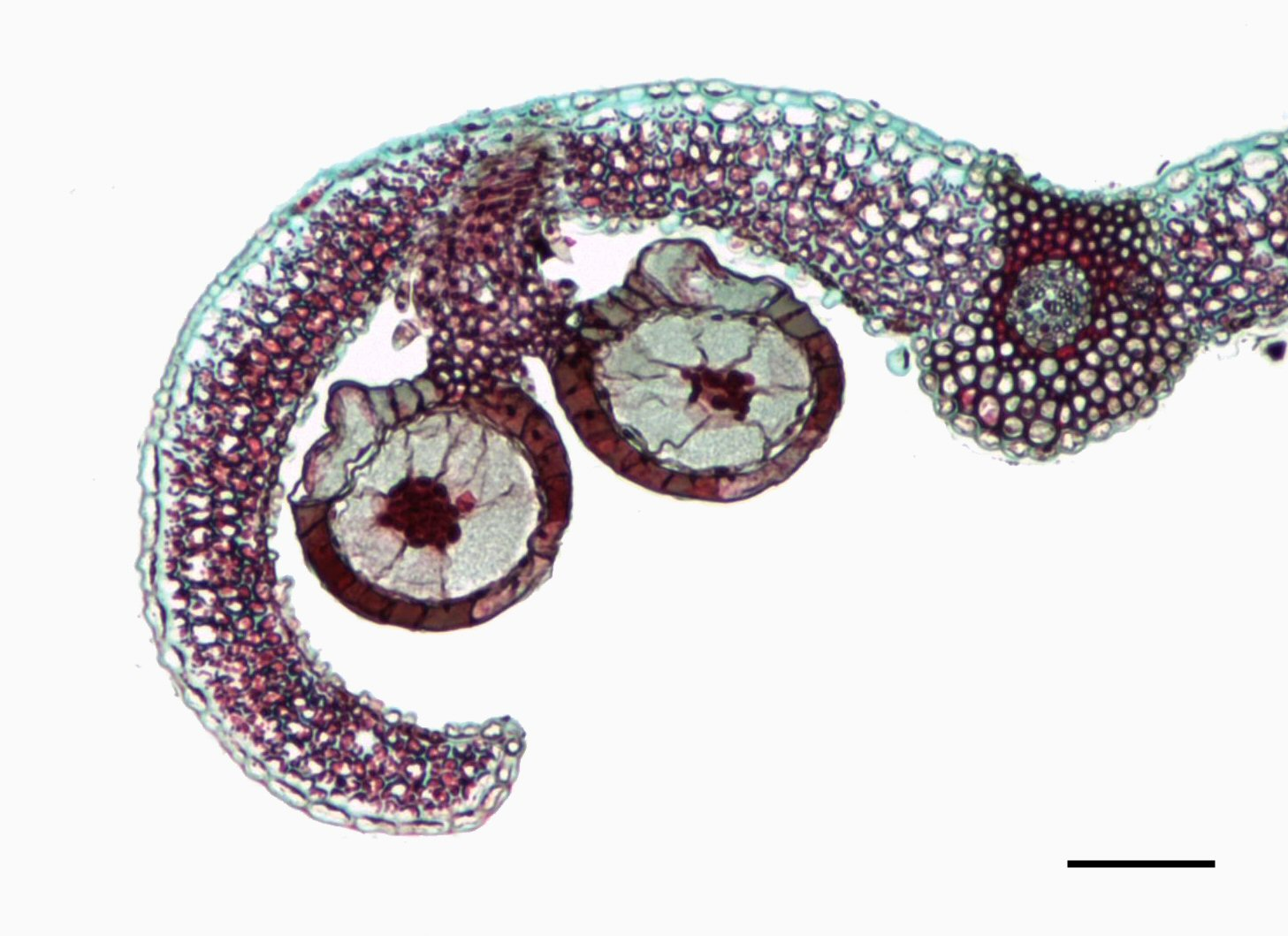
Coupe d'un sore de Gleichenia sp. contenant des sporanges (sphères), contenant des spores (points noirs).
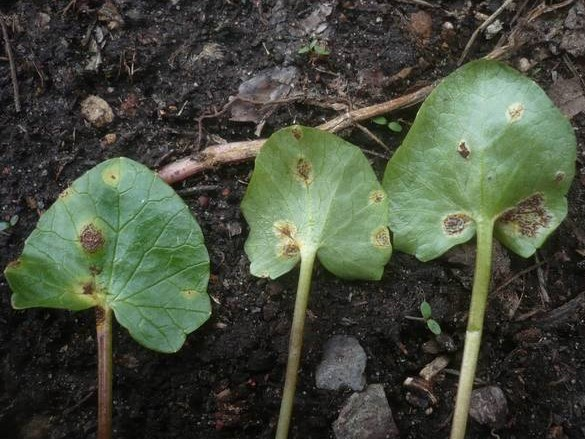
Sores de téleutospores d’Uromyces ficariae (sv) sur les feuilles de Ficaire.

## Disposition

Sores de fougères
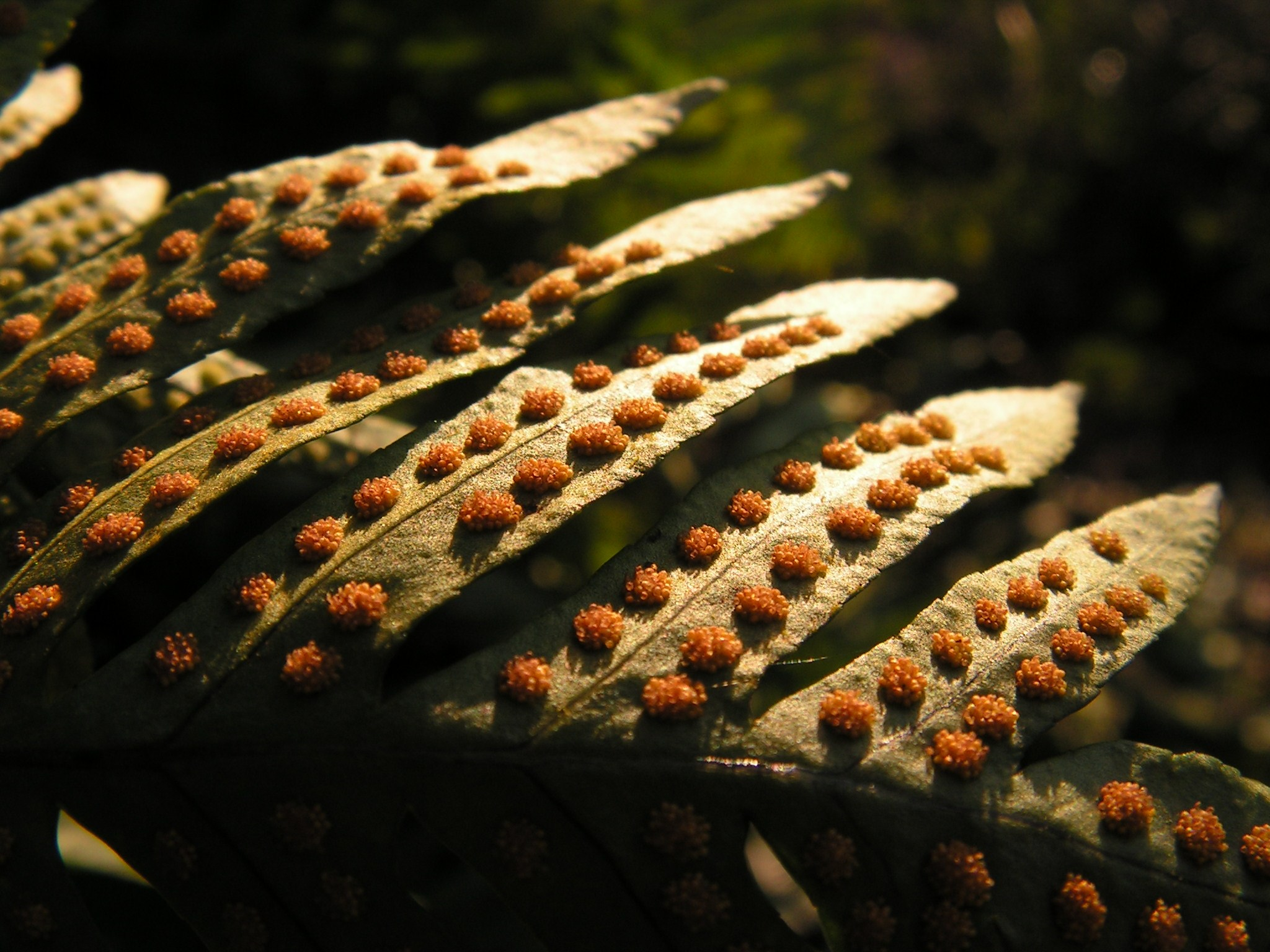
Sores arrondis du polypode commun Polypodium vulgare.
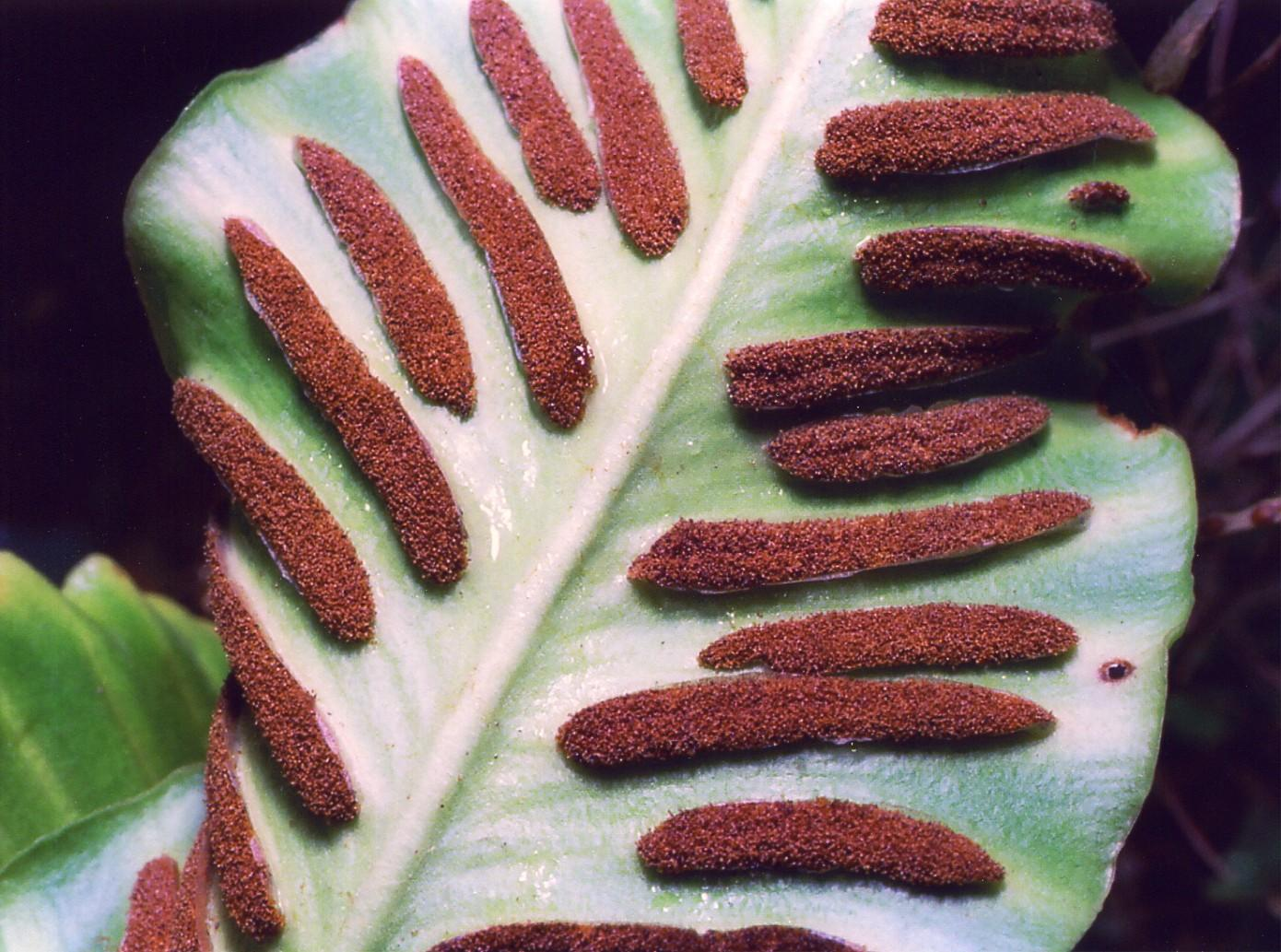
Sores allongés de la scolopendre.
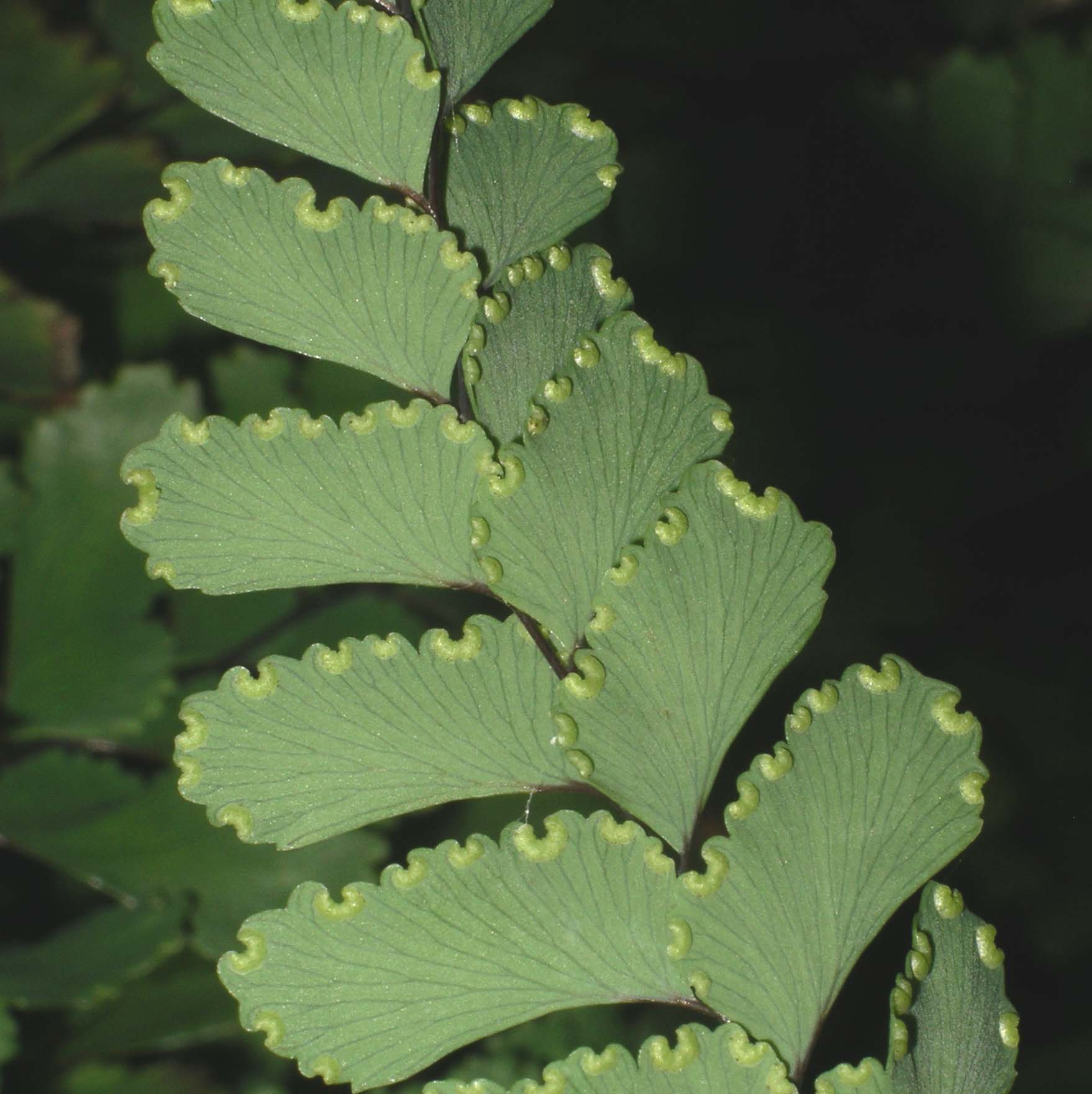
Sores réniformes immatures en bord de feuille de l'Adiantum cunninghamii.
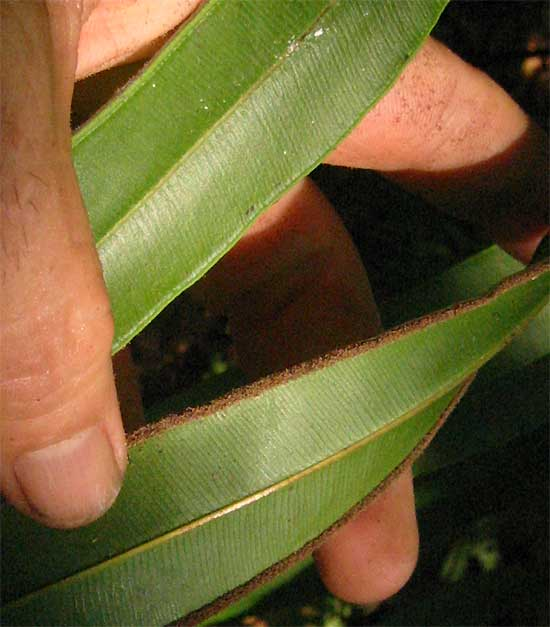
Sores tout le long de la bordure de feuille chez Pteris vittata (de même chez Pteridium aquilinum et les Pellaea).
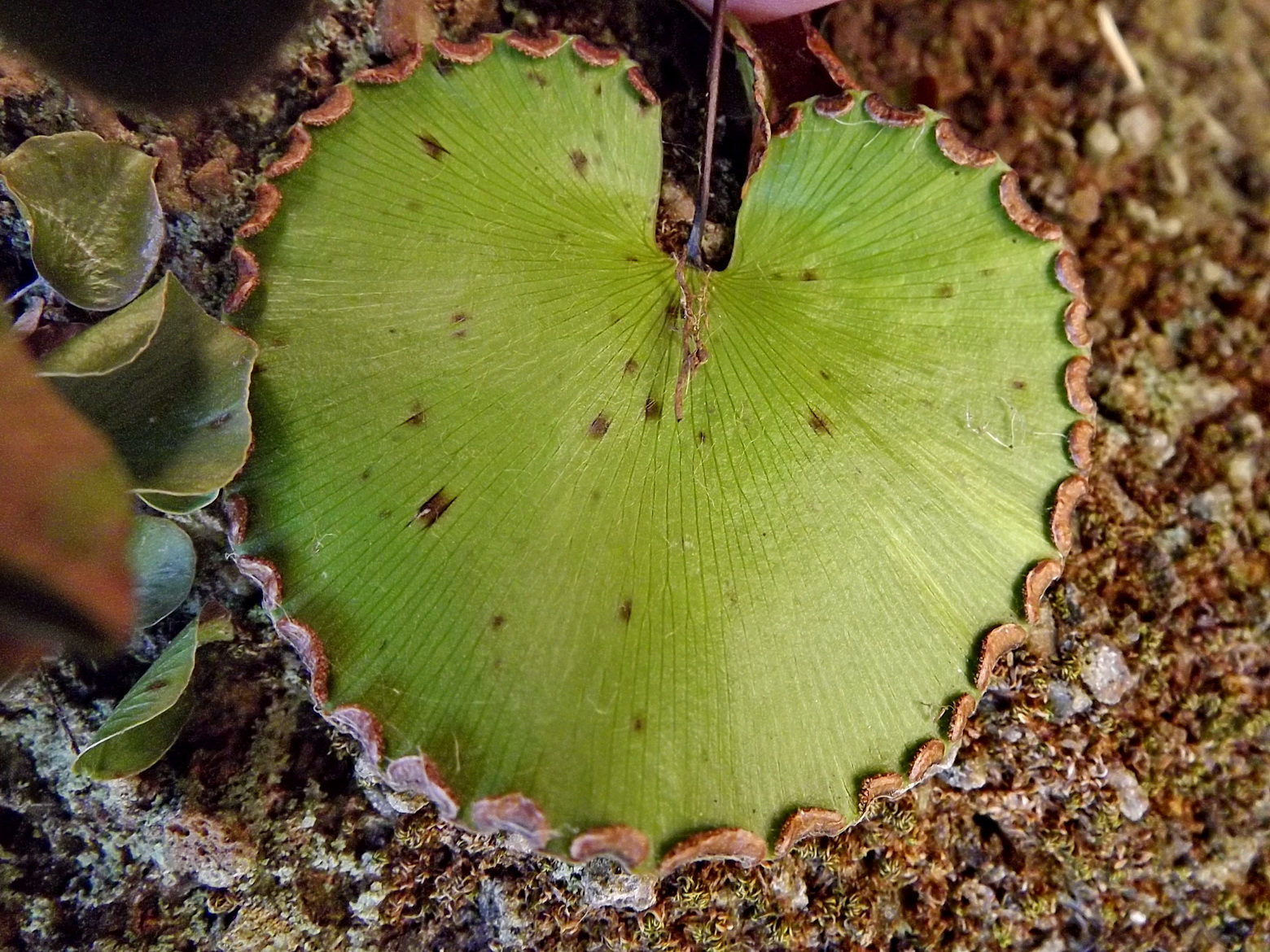
Sores réniformes en pourtour de feuille chez Adiantum reniforme.
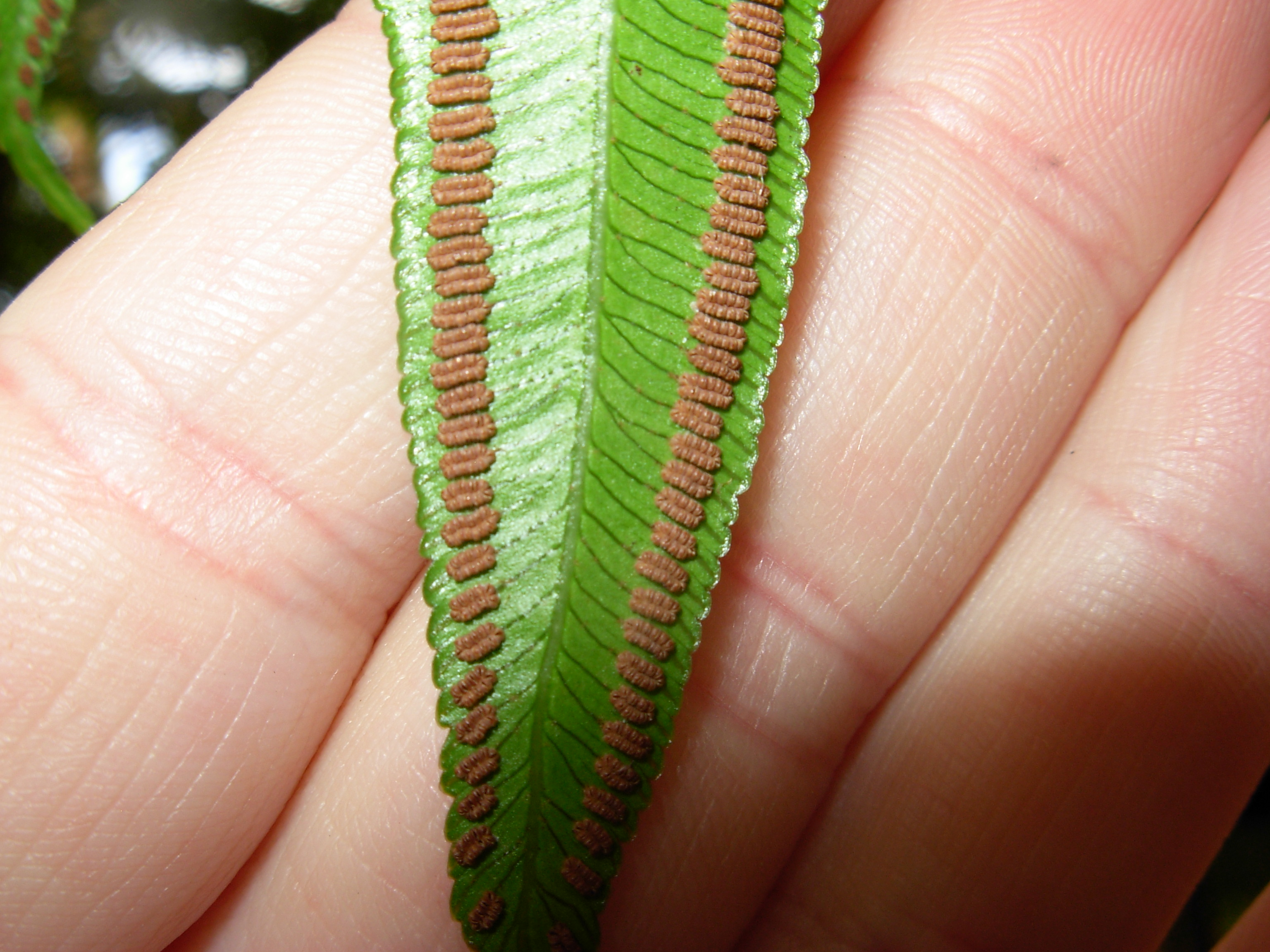
Sores en grappes d'Angiopteris evecta.
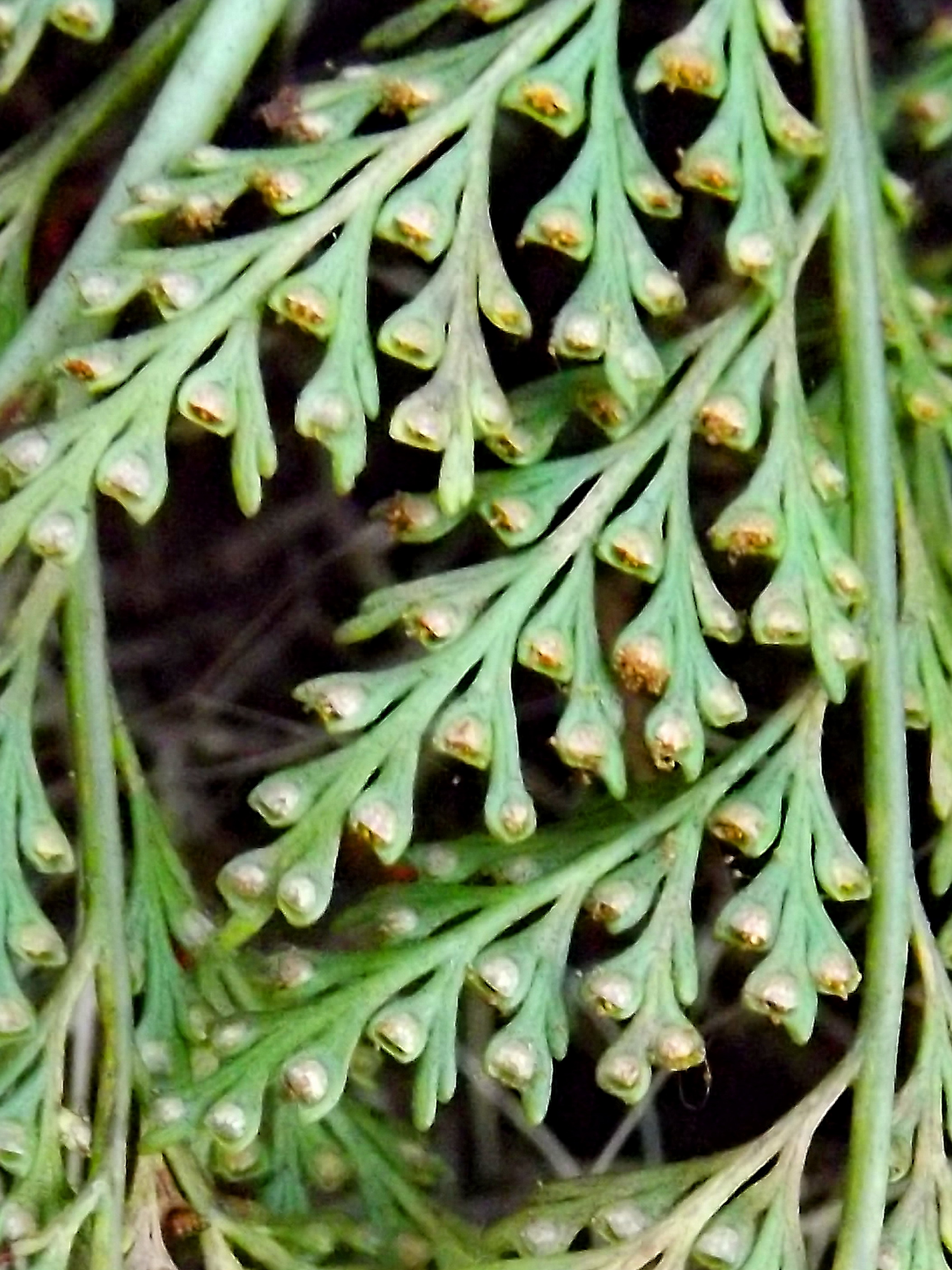
Sores en bout des pinnules de Davallia canariensis.
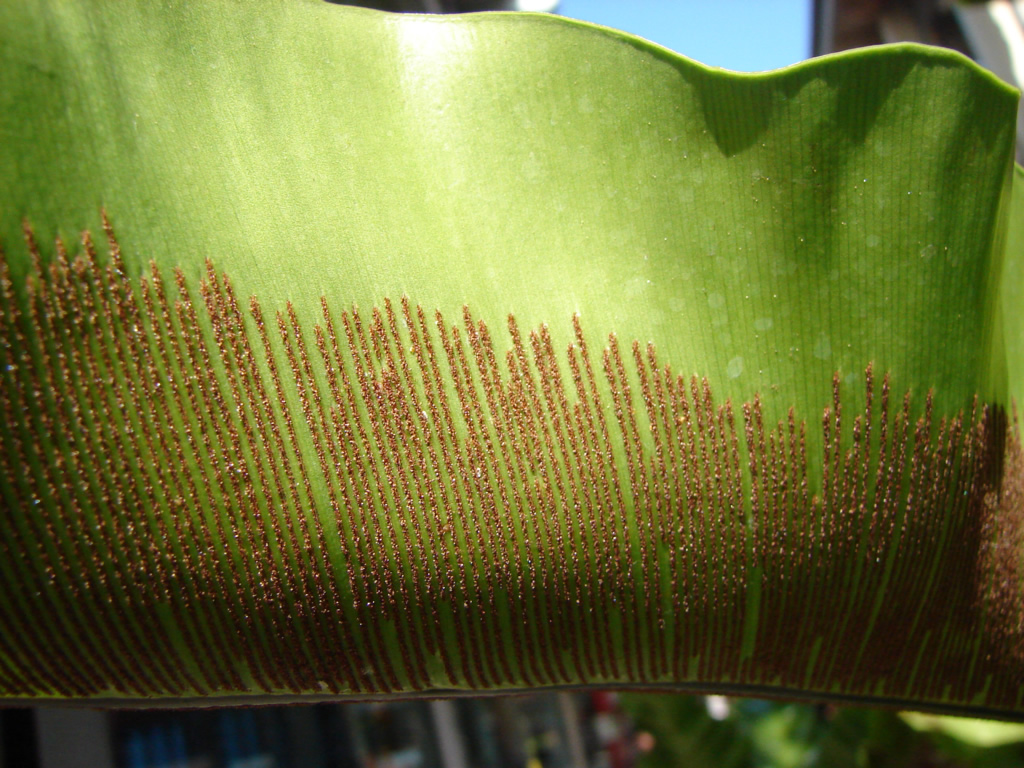
Sores linéaires longeant les nervures sur Asplenium nidus.

## Cas particuliers
Les fougères ne possèdent pas toutes des sores. Chez certaines fougères, les sporanges ne sont pas organisées en sores. Les sporanges forment plutôt un revêtement continu sur toute la surface inférieure du limbe (Acrostichum).

Cas particuliers
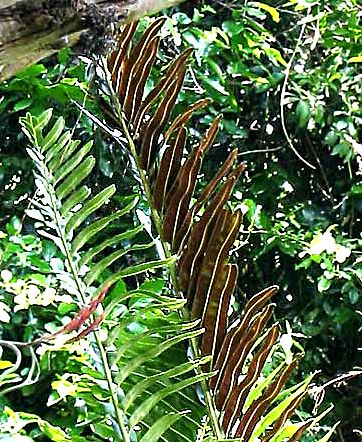
Fougère sans sores : sporanges sur toute la surface inférieure des frondes chez Acrostichum aureum.
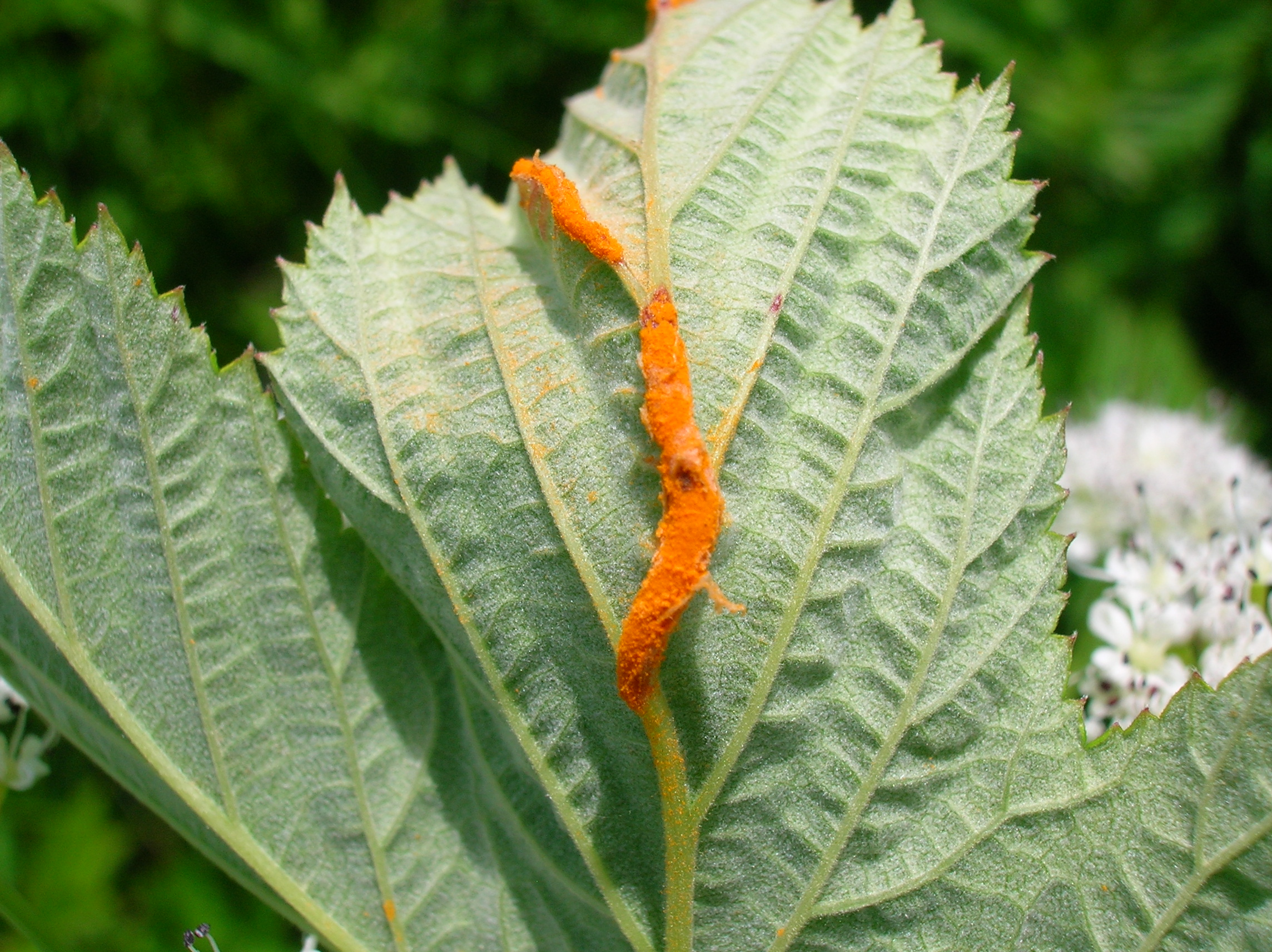
Sore fongique de la Triphragmium ulmariae (rouille).